# Platja des Cavall d'en Borràs
La platja des Cavall d'en Borràs es troba al nord de Formentera entre la cala Savina i la platgeta des Carregador que la separa de ses Illetes. Pertany a la vénda de ses Salines, de la parròquia de Sant Ferran de ses Roques, i està dins del Parc natural de ses Salines.
Limita al sud-oest amb es Cavall d'en Borràs, una punta rocosa d'on la platja pren el nom, i al nord-est amb el racó d'en Verd. El nom prové de Borràs i Cia., la companyia mallorquina que era propietària de les salines de Formentera al segle xix. L'eufemisme irònic del topònim s'explica per la reivindicació popular de les salines des de l'expropiació el 1715 per Felip V.
Situada a 2 km del port de la Savina, s'hi pot arribar caminant o en bicicleta pel camí de sa Guia. Està orientada al nord-oest amb vista al port i a l'extrem occidental de l'illa d'Eivissa on destaquen els perfils dels illots es Vedrà i es Vedranell.
És una platja tranquil·la, amb un onatge molt suau. La sorra és fina i blanca o rosada d'origen coral·lí, formant un talús de pendent molt suau. La fondària és d'1,5 m a 50 m de la vorera. El fons marí és de sorra recoberta d'alga.
La part posterior és un sistema dunar cobert per un bosc de savines frondós, anomenat el bosc de sa Salinera, que s'estén fins a l'estany Pudent i les salines.